# Laura S. Carugati
Laura Selva Carugati de Seip (Buenos Aires, 22 de junio de 1964) es una profesora, investigadora y traductora argentina.

## Biografía
Cursó la carrera de filosofía en la Facultad de Filosofía y Letras de la Universidad de Buenos Aires graduándose como profesora de Enseñanza Secundaria, Normal y Especial en Filosofía. Es a su vez profesora de alemán como lengua extranjera (DaF).
Es especialista en hermenéutica y romanticismo temprano alemán y traductora de textos filosóficos en dicho idioma.

## Obra
Destaca, dentro del contexto de la psicología analítica, su participación en la traducción al castellano del Libro rojo del psiquiatra suizo Carl Gustav Jung, de sus Estudios sobre representaciones alquímicas, volumen 13 de su Obra completa, de El arte de C. G. Jung y de Ánima y ánimus de Emma Jung. Resalta a su vez la traducción de autores como Friedrich Nietzsche, Karl Marx, Georg Simmel o Siegfried Kracauer.

### Traducciones (selección)[1]
- Traducción realizada en conjunto con el Prof. Alejandro G. Vigo del artículo de Wolfgang Wieland publicado en Methexis, Vol. I, 1988, La actualidad de la filosofía antigua.
- Cartas a sus padres de Franz Kafka publicada en la revista El Porteño en mayo de 1997.
- “¿Qué significa: sentido de la historia?” de Jörn Rüsen publicado en Historische Sinnbildung, Rowohlts Enzyklopädie, para el grupo de estudio de la Cátedra Filosofía de la Historia de la Facultad de Filosofía y Letras (U.B.A) a cargo del Profesor Daniel Brauer, 1998.
- Cronología de Ingeborg Bachmann publicada en Diario de Poesía, N° 54, invierno de 2000.
- Hans-Georg Gadamer, Martín Heidegger: “El origen de la obra de arte”. Una Introducción, Centro de Publicaciones de la Facultad de Filosofía y Letras (CEFyL), UBA, julio de 2001.
- Hans-Georg Gadamer, Los límites del lenguaje, Centro de Publicaciones de la Facultad de Filosofía y Letras (CEFyL), UBA, octubre de 2001.
- Material de estudio para el seminario anual "Las poéticas del idealismo alemán", Centro de Investigaciones filosóficas (CIF), 2002.
- Traducción conjunta con Ricardo Ibarlucía: Gersholm Scholem, Benjamin y su ángel, Fondo de Cultura Económica, Buenos Aires/México, julio de 2003, ISBN 950-557-277-8.
- Teoría de la cultura. Un mapa de la cuestión, de Gerhart Schröder y Helga Breuninger, Fondo de Cultura Económica, Buenos Aires/ México, 2005, ISBN 950-557-613-7.
- Traducción conjunta con Sandra Giron: Friedrich Schlegel, Conversación sobre la poesía, con prólogo y notas. Buenos Aires, Editorial Biblos, agosto de 2005, ISBN 950-786-496-2.
- Traducción al alemán de artículos de integrantes del grupo de investigación del Dr. Avenburg de la Sociedad Psicoanalítica del Sur, agosto de 2005.
- Ponencias de los profesores Gert Melville (Universidad de Dresde), Karl Witte (Meister Eckhart Gesellschaft) y Rudolf Weigand (Meister Eckhart Gesellschaft) presentadas en el 3° Coloquio de Filosofía Medieval “Las Justicias”, octubre de 2007.
- Traducción al alemán Das Vergessen aller Hoffnung: Meister Eckhart und Michel Henry de Carlos Ruta, UNSAM, noviembre de 2007.
- El Anticristo de Friedrich Nietzsche, con estudio preliminar de Leandro Pinkler, Buenos Aires, Biblos, julio de 2008, ISBN 978-950-786-675-3.
- Ponencia del profesor Norbert Fischer (Universidad Católica de Eichstätt presentada en el IV Coloquio de Filosofía Medieval “El mal”, UNSAM, octubre de 2008.
- Ponencias de los profesores Gert Melville Universidad de Dresde) y Rudolf Weigand (Meister Eckhart Gesellschaft) presentadas en el Coloquio Experiencia religiosa y comunicación”, noviembre de 2008.
- La fotografía y otros ensayos. El ornamento de la masa 1 de Siegfried Kracauer, Barcelona, Editorial Gedisa, 2009,  ISBN 978-84-9784-127-6.
- Traducción y dirección del grupo de traductores del proyecto El libro rojo de C. G. Jung, edición literaria a cargo de Bernardo Nante, 1° ed., Buenos Aires, El Hilo de Ariadna Malba-Fundación Costantini, 2010, ISBN 978-98723546-1-9.
- Sobre la cuestión judía de Carlos Marx, en Volver a La cuestión judía, Barcelona, Editorial Gedisa, marzo de 2011, ISBN 978-8-49784262.
- Para la Filología, de Werner Hamacher, Buenos Aires-Madrid,  Editorial Miño y Dávila, Colección Biblioteca de la Filosofía Venidera, diciembre de 2011,  ISBN 84-92613-93-9.
- El absoluto literario: teoría de la literatura del romanticismo alemán, Buenos Aires, Eterna Cadencia, 2012, ISBN 978-987-1673-64-3.
- Lingua amissa, de Werner Hamacher, Buenos Aires-Madrid,  Editorial Miño y Dávila, Colección Biblioteca de la Filosofía Venidera, agosto de 2012,  ISBN 84-92613-93-9.
- La religión de Georg Simmel, Barcelona, Editorial Gedisa, agosto de 2012, ISBN 978-84-9784-150-4.
- Manual de Gestión de Calidad de la firma Buhlmann Rohr-Fittings-Stahlhandel GmbH + Co. KG, entregado en marzo de 2013 para publicación interna.
- Los principios de la aritmética de G. Frege, encargado por Estado de cosas. Ediciones, fecha estimada de publicación otoño de 2014.
- Estudios sobre representaciones alquímicas, volumen 13 de la Obra completa de Carl Gustav Jung, Editorial Trotta, 2015, ISBN 978-84-9879-560-8/ ISBN 978-84-9879-561-5.
- Del principio y el fin. Sobre la legibilidad del mundo, de Uwe Timm. Buenos Aires, UNSAM EDITA, 2015, ISBN 978-987-3982-00-2.
- Trabajo Expresivo con Arena en poblaciones vulnerables. Un abordaje jungiano, de Eva Pattis, Ed. Letra Viva, 2016, ISBN978-950-649-710-1.
- El mito, de Uwe Timm, Revista Symploké, N° 6, pp. 41-49, junio de 2017, ISSN 2468-9777.
- Ontología y dialéctica. Lecciones sobre la filosofía de Heidegger, de Theodora W. Adorno, Editorial Eterna cadencia, agosto de 2017, ISBN 978-987-712-126-1
- Ánimus y ánima, de Emma Jung, junto a Gastón Ricardo Rossi, Editorial El Hilo de Ariadna, 2022, ISBN 978-987-3761-68-3
- El arte de C. G. Jung, junto a Gastón Ricardo Rossi, Editorial El Hilo de Ariadna, 2022, ISBN 978-84-124958-0-5
- Los libros negros. 1913-1932. Cuadernos de transformación, de Carl Gustav Jung, junto a Romina Scheuschner y Gastón R. Rossi, Editorial El Hilo de Ariadna, 2023, ISBN 978-84-19741-00-4